# Jörg Spillmann
Jörg Spillmann (* 7. Februar 1962 in Düsseldorf) ist ein ehemaliger deutscher Fußballspieler.

## Karriere
Spillmann wechselte mit 26 Jahren zu Fortuna Düsseldorf, wo er sein Debüt im Profifußball gab. In der Saison 1988/89 spielte Fortuna in der 2. Bundesliga, am 21. Spieltag kam er beim Auswärtsspiel gegen den FC 08 Homburg über 90. Spielminuten zum Einsatz. Das Spiel wurde 3:1 verloren. Spillmann kam nicht mehr zum Zuge und Fortuna stieg zusammen mit Homburg in die Bundesliga auf. In der Saison 1990/91 kam Spillmann zu einem weiteren Profieinsatz, diesmal spielte er in der Bundesliga. Am 33. Spieltag lief er gegen Werder Bremen über 90 Spielminuten auf. Trotz der beiden Einsätze wurde Spillmann nie Profi und wechselte anschließend zum KFC Uerdingen. Nach vier Jahren in Krefeld beendete er seine aktive Karriere.
Nach seiner Laufbahn als Spieler, übernahm Spillmann das Amt an der Seitenlinie bei unterschiedlichen Amateurvereinen.

## Erfolge
Fortuna Düsseldorf
- Meister der 2. Bundesliga und Aufstieg in die Bundesliga 1989